# Haemopis septagon
Haemopis septagon är en ringmaskart som beskrevs av Sawyer och Shelley 1976. Haemopis septagon ingår i släktet Haemopis och familjen Haemopidae. Inga underarter finns listade i Catalogue of Life.